# Linda McCartney
Linda Louise McCartney z domu Eastman (ur. 24 września 1941 w Scarsdale, zm. 17 kwietnia 1998 w Tucson) – amerykańska fotografka, muzyczka i obrończyni praw zwierząt.

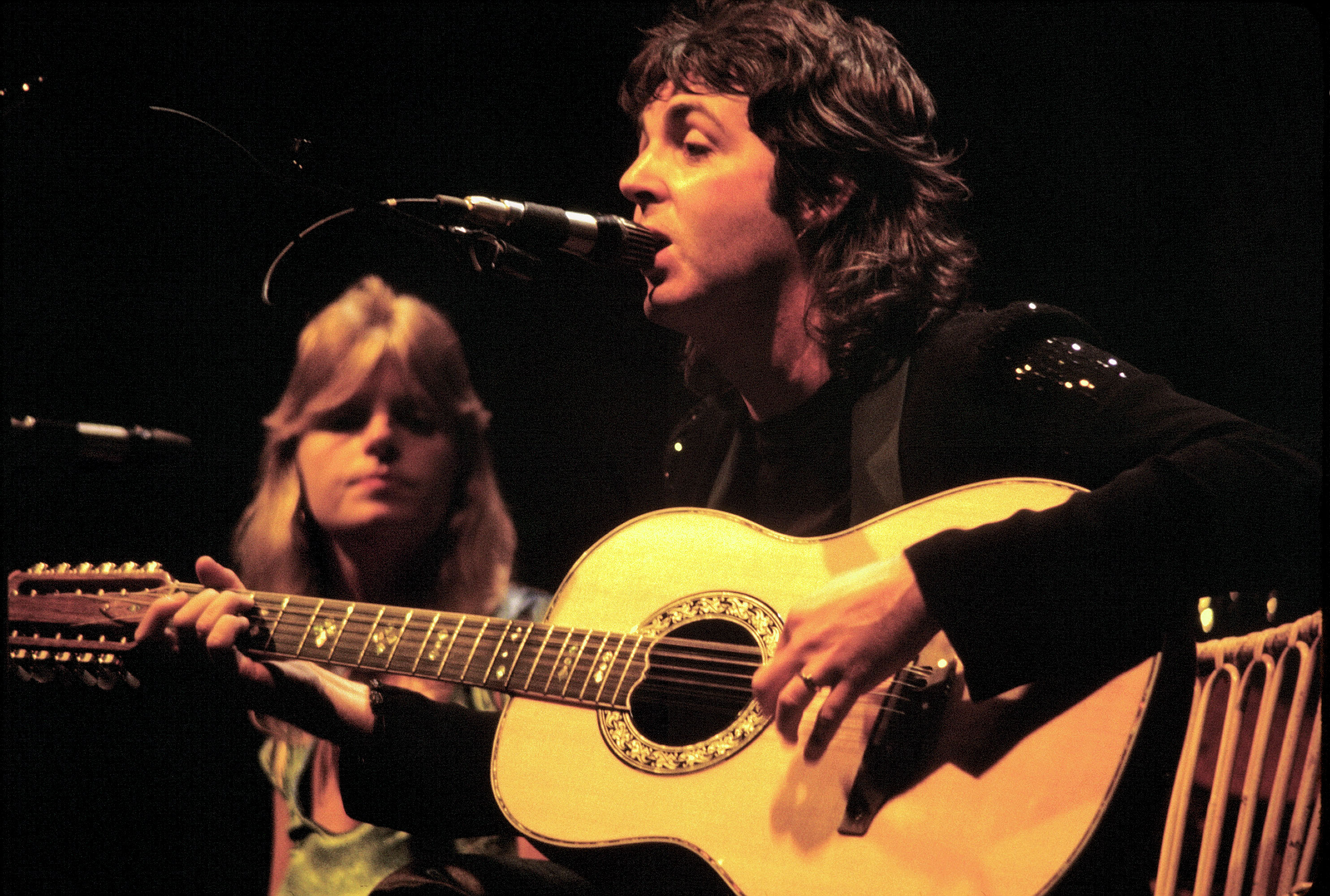
Paul i Linda McCartney, 1976

Żona Paula McCartneya, członka The Beatles. Brała udział w kilku projektach muzycznych męża. Napisała kilka książek kucharskich przeznaczonych dla wegetarian. Album fotograficzny jej autorstwa, Linda McCartney's Sixties zawiera liczne zdjęcia przedstawiające znanych muzyków lat sześćdziesiątych. Cały jej majątek został przekazany rodzinie McCartney poprzez wybrany przez nią za życia fundusz. Była autorką zdjęcia wykorzystanego na tylnej okładce albumu Electric Ladyland Jimiego Hendriksa. Zmarła na raka piersi, który zaatakował też wątrobę, na swoim rancho w Tucson (Arizona). Dowiedziała się o chorobie trzy lata przed śmiercią.

## Kariera muzyczna
Linda McCartney była członkinią zespołu Wings, który działał w latach 1971 – 1981. W 1973 razem ze swoim mężem Paulem została nominowana do Oscara za utwór „Live and Let Die” napisany do filmu Żyj i pozwól umrzeć o Jamesie Bondzie. Wydała płytę Wide Prairie.